# 로토루아 칼데라

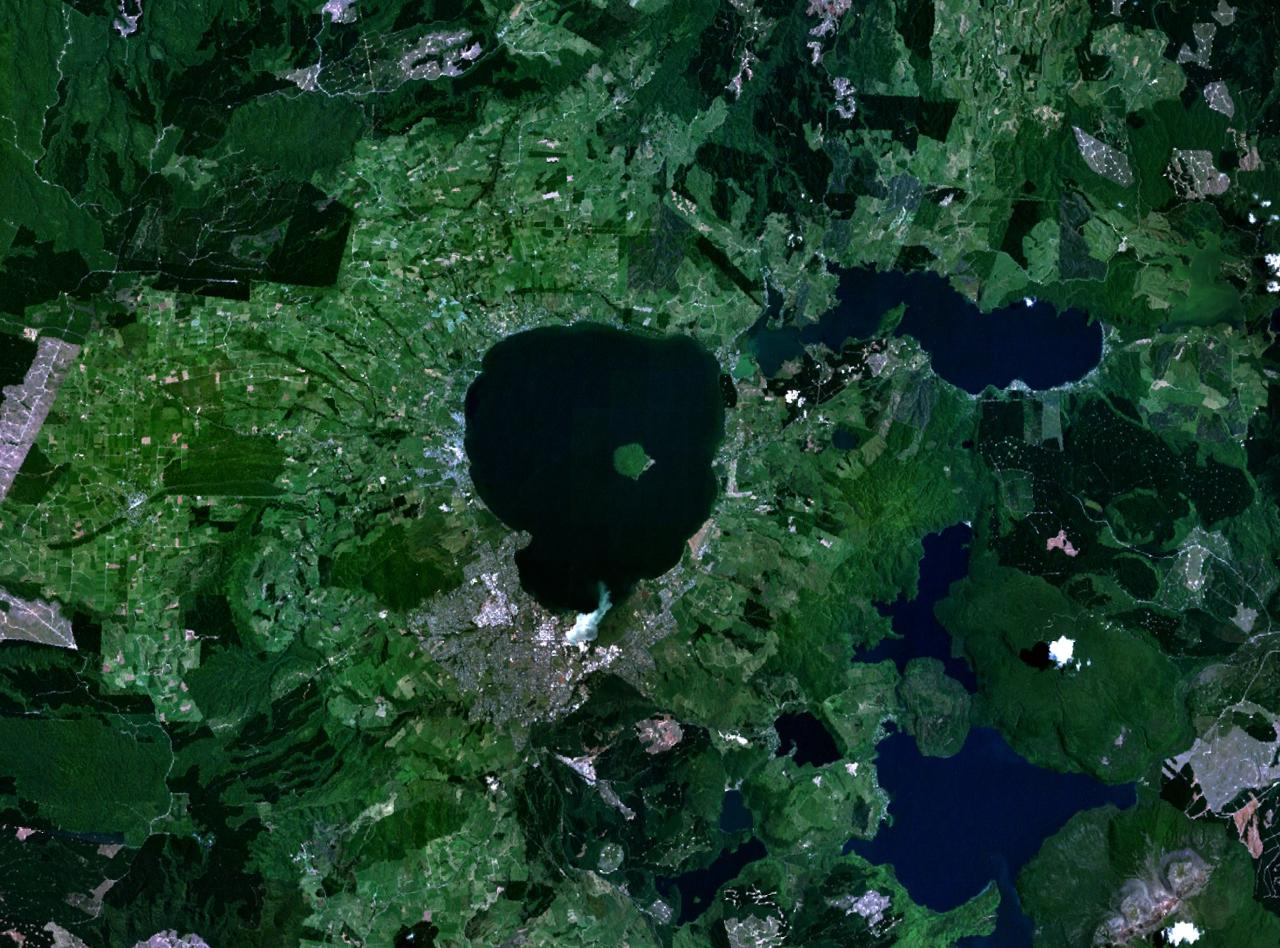
NASA의 로토루아 칼데라 위성 사진

로토루아 칼데라(Rotorua Caldera)는 뉴질랜드 북섬 타우포 화산지대에 위치한 여러 개의 큰 화산들 중 하나이다.

## 개요
마지막 분출은 약 24만년 전에 이루어졌다. 당시 4000km2에 달하는 마마쿠 응회암이 가라 앉았다. 그 분출 이후에 마그마 통로가 붕괴되었다. 푹 꺼진 원형의 자리가 현재의 칼데라로 직경이 약 22km에 이르며, 현재는 로토루아 호수가 되었다. 호수의 중심부에 모코이아섬은 유문암의 돔이다. 그 외에도 ‘히네모아 포인트’, ‘농타하’, ‘포하투로아’ 그리고 ‘푸케로아’와 같은 돔이 있다. 가장 최근의 마그마 분출은 2만 5천년 전에 일어나 작은 용암 돔을 형성 시켰다. 이곳에는 또한 많은 지열의 활동이 있는 곳이다. 2001년, 이 화산의 지열지대중 하나인 쿠이라우 공원에서 진흙 분출이 일어났다. 이 분출로 직경 11m의 진흙화산 분출구가 형성되고 주변이 진흙으로 인해 황폐화되었다.

## 같이 보기
- 뉴질랜드의 화산 목록